# 청일만주선후조약
청일만주선후조약은 1905년 (메이지38년) 12월 22일에 청나라 베이징에서 일본과 청나라 양국 간이 체결한 조약이다. 정식명칭은 "일청간 만주에 관한 조약"이다. 중국에서는 "중일회의동삼성사의정약급부"라고 부르기도 한다.

## 개요
일본측은 특파 전권 대사 고무라 주타로(외무장관) 및 특파 전권 공사 우치다 고사이가 참석했고, 청나라는 흠차전권대신 경친왕 혁광과 취훵지, 위안스카이가 참석했다. 조약은 모두 3개 조의 본문과 12개조의 부속협정, 16개항의 부속 내용이 포함되었다. 러일전쟁 후 포츠머스 조약(러일 강화 조약, 1905년 9월 5일)을 비준하고 제정 만주 이권을 러시아에서 일본에게 양도하는 것을 승인하고 일본과 청나라의 공동 관례를 명시하는 강화조약을 체결하였다.
이 조약에 의해, 남만주 철도를 지린까지 연장하고 동 철도를 방어하기 위해 일본 육군을 상주하는 권한과 연선 광산 채굴권 보장, 동 철도 병행하는 철도 건설 금지, 안봉 철도의 사용권 연장과 양국 공동 사업화, 잉커우 · 안둥 · 펑톈에 일본인 거류지의 설치의 허가, 압록강 우안의 삼림 벌채 합작 권한 획득 등이 포함되며, 이후 만주 경영의 기초가되었다.
이러한 조항은 신해혁명 이후에도 북양정부와 봉천 군벌 등에게 승계되었다. 중화민국 건국 후 일본의 지원하에 있던 봉천 파 장쭤린이 일본군에게 살해되고, 만주 봉천 군벌을 계승 한 그의 아들의 장학량이 조약을 파기하고 병행 철도 건설을 추진함으로써 만주사변의 도화선이 되었다.

## 배경 및 경과

### 러시아와 청나라의 밀약
삼국 간섭으로 일본으로부터 요동 반도를 반환시킨 청나라는 대일 배상금의 차관 공여에 대한 대가로 러시아 제국과 러청 밀약(1896년 6 월)을 체결하고 만주에서 러시아 제국의 주둔과 권익 확대를 인정했다. 이는 러일 전쟁 종결까지의 만주는 현지 거주민 지역 등에서 아무르 강 사건(1900년) 등의 대학살도 발생할 수 있는 불안한 정세가 있었다.
1904년 2월 러일전쟁이 발생하고 4월 30일부터 5월 1일 압록강 대규모 작전에서 러시아 군이 격파 된 사실 등이 보도되고, 같은 해 5월 13일에 청나라 경친왕이 만주에 관한 밀약의 존재를 처음으로 공개했다. 경친왕이 이 러청 밀약의 파기를 일방적으로 파기한다 호소했지만 러시아 제국에 의해서 만주는 이미 반 식민지 지배 상태였기에 아무런 효과는 없었다.

### 러일전쟁 후 상황
러일전쟁 종결 후 1905년 8월부터 포츠머스 강화 회의에 즈음하여 청나라가 이 회의에 참석 시어도어 루스벨트 대통령에게 호소했지만, 전쟁 당사국이 아닌 국가의 참여가 허락되지 않았다.
미국의 포츠머스 해군 기지에서 열린 강화회의 후 같은 해 9월 5일에 체결 된 포츠머스 조약에서 남만주 철도과 관동 지방의 조차권 등 만주 이권이 일본에게 넘어갔다.
이후 청나라는 포츠머스 조약 체결에 반대하고, 만주에 대한 청나라 이권의 회복과 군철수 등을 러시아 제국 아닌 일본의 가쓰라 내각에 촉구했다. 일본 측은 포츠머스 조약을 전제로 비준한 입장이라 만주에서의 러시아의 권익을 방치할 수 없으니, 미국 포츠머스 해군 기지에서 고무라 주타로가 돌아 오면, 동년 10월 17일 국무회의를 열어 청나라에 대한 조약 체결을 검토하기로 했다. 그리고 가쓰라 내각은 11월 6일 고무라 주타로를 베이징에 파견했다.

### 양국 간의 회의
회의는 청나라 측은 위안스카이가, 일본 측은 고무라 주타로가 양국의 전권 대표로서 진행됐다. 1905년 11월 17일부터 총 20회 회의에서 주로 논의 된 의제는 일본군 철수 문제였다. 청나라는 철군 기간 12개월로 단축하고 다음으로 철도 수비병 철수를 요구했다. 일본은 포츠머스 조약에 따른다며, 군의 조기 철수와 철도 수비대 철수를 양보하지 않았다.
일본의 고무라 외무 대신은 강화회의에서 러시아 제국이 철도 수비병의 명목으로 많은 병력을 남기려고 하므로, 일본도 철도 수비병을 철수할 수 없으며, 설령 일본군의 조기 철수가 가능하다 하더라도 포츠머스 조약의 규정에 위반된다며 청나라의 요구를 거절했다.

## 조약 체결 및 후속 조치
같은 해 12월 8일 제 20차 회의에서 조약이 타결되었으며, 같은 해 12월 19일 제 21차 회의에서 러일강화조약이 제 5조 및 제 6조를 비준하는 내용의 협약과 이에 따른 세부적인 부속 협약의 문구에 대해 협의하고 12월 22일에 양국 전권 위원이 "조약"과 "부속 협약"에 합의하고 공동 서명한다
동 조약과 부속 협약은 서명 후 메이지 39년(1906년) 1월 9일에 일본에서 비준되어 동년 1월 22일에 공포되었다. 포츠머스 조약의 비준에서 일본 측이 관계 각국에 체결을 전달했다고 국제적으로 알려졌지만, 청나라는 사정으로 인해 국내에서 공개하는 것은 곤란하다며 동 협약과 부속 협약의 존재가 은폐되었다.